# بوب نورمان
بوب نورمان (بالإنجليزية: Bob Norman)‏ هو صحفي أمريكي، ولد في 12 أبريل 1969.